# ディズニー・ファストパス

ファストパスのロゴ

ディズニー・ファストパス（Disney's Fastpass、略称：FP）とは、多くのディズニーパークで導入されているアトラクション優先入場案内システムである。通称「ファストパス」。本システムはアメリカ合衆国のパークにて1999年から開始された。

## 概要
あらかじめアトラクション入場口付近にある発券所に行き、発券機にパスポート（入場券）を挿入してファストパスを発券し、券に記載された時間に再度そのアトラクションを訪れることによって、専用入場口（ファストパス・エントランス）から入場でき、通常入場口（スタンバイ・エントランス）に並ぶことなく通常より短い待ち時間でアトラクションを利用できるというシステム。発券は無料。
導入済みのアトラクションはガイドマップに「FP」と印が表記されている。また、ランダムでファストパス対象アトラクションとは別のアトラクションのファストパスが発券される「サプライズ・ファストパス」（後述）や、複数のアトラクションから利用するものを選択できる「スイッチ・ファストパス」も登場している。
一部のディズニーパークではスマートフォンの公式アプリを利用したファストパスの発券も行っている。

ファストパス・プラスの公式ロゴ

ウォルト・ディズニー・ワールド・リゾートでは、2013年秋より「ファストパス・プラス（FastPass+）」という新たなシステムが導入されている（後述）。なお、東京ディズニーリゾートでは2019年7月より「ファストパス・リマインダー（FastPass Reminder）」という新たな方式に変更された（後述）。

## ファストパスの利用方法

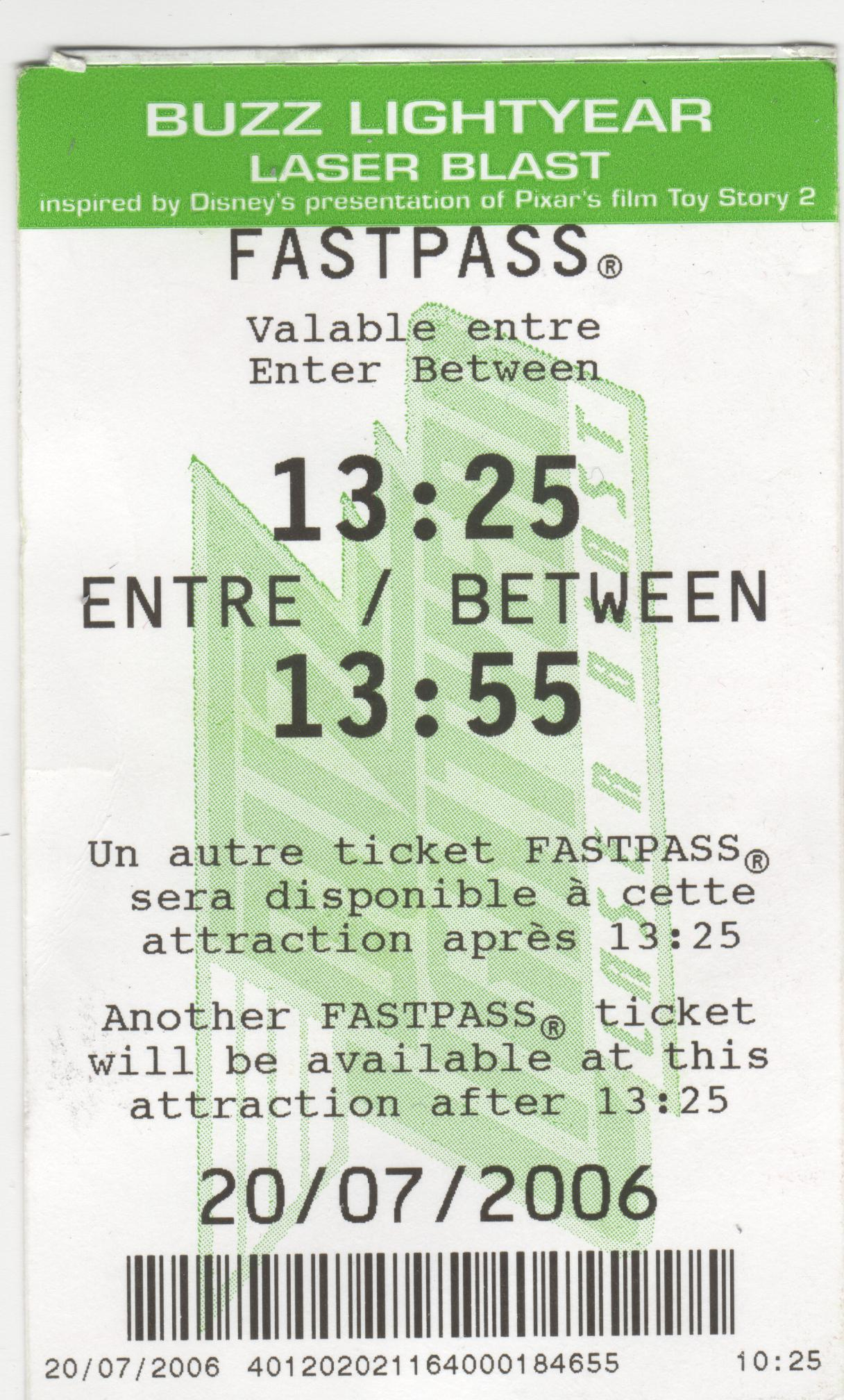
海外のパークのファストパスチケット（バズ・ライトイヤーのアストロブラスター）。この図によれば、13:25から13:55まで1度のみ有効のチケットである。なお、過ぎると無効になる。

一般的なファストパスに付いての発行から利用の手順を示す。オフィシャルホテル宿泊者に発行される「バケーションパッケージ」や抽選で発行される「サプライズ・ファストパス」を利用する方法もある。
1. 当日入園した際に使ったパスポートを持ってファストパス発券所へ行き、「ファストパス・チケット」を発券する（「バケーションパッケージ」で既に取得している場合は省略。「サプライズ・ファストパス」はこのタイミングで抽選により発行される）。
2. ファストパスを発券したら、チケットの表裏に記載されている注意事項をチェックする。
3. ファストパスに記載されているアトラクション利用時間になったら、そのアトラクションのファストパス専用入場口（ファストパス・エントランス）へ向かい、入場口に立っているキャストにファストパスを提示する。
4. 通常入場列（スタンバイ）との合流地点にいるキャストにファストパスを渡し、スタンバイとの合流列へ並ぶ。

## 各ディズニーパークでの導入状況

### ディズニーランド・リゾート
2019年7月19日より、ディズニーパークでは初のアプリによるファストパス予約システム「マックスパス（Maxpass）」が導入された。東京や上海とは異なり有料であり、当初は1人1日$10だったが2019年1月より$15に値上げされている。

#### ディズニーランド
- インディ・ジョーンズ・アドベンチャー：禁断の瞳の魔宮
- スター・ツアーズ:ザ・アドベンチャーズ・コンティニュー
- スプラッシュ・マウンテン
- スペース・マウンテン
- バズライトイヤーのアストロブラスター
- ビッグサンダー・マウンテン
- ファンタズミック!
- ホーンテッドマンション
- ホーンテッドマンション・ホリデー
- ロジャーラビットのカートゥーンスピン

#### ディズニー・カリフォルニア・アドベンチャー
- カリフォルニア・スクリーミン
- ガーディアンズ・オブ・ギャラクシー - ミッション:ブレイクアウト!
- グーフィーのスカイスクール
- グリズリー・リバー・ラン
- ソアリン・アラウンド・ザ・ワールド
- トイ・ストーリー・マニア!
- ラジエーター・スプリングス・レーサー
- ワールド・オブ・カラー

### ディズニーランド・リゾート・パリ

#### ディズニーランド・パリ
- インディ・ジョーンズと危難の魔宮
- スター・ツアーズ:ザ・アドベンチャーズ・コンティニュー
- スペースマウンテン：ミッションII
- バズ・ライトイヤー・レーザー・ブラスト
- ビッグサンダー・マウンテン
- ピーターパン空の旅

#### ウォルト・ディズニー・スタジオ・パーク
- トワイライトゾーン・タワー・オブ・テラー
- アラジンのマジック・カーペット
- ラタトゥイユ：ザ・アドベンチャー
- ロックンローラー・コースター

### 香港ディズニーランド・リゾート
香港ディズニーランドではグランドオープン（2005年9月12日）と同時に導入されている。

#### 香港ディズニーランド
- プーさんの冒険
- ハイパースペース・マウンテン

### 上海ディズニーリゾート
上海ディズニーランドでは、アトラクション毎の発券機は存在せず、テーマランド毎にあるゲストサービス内のキオスクで発券する方式が世界のディズニーパークで初めて導入されている。
2017年9月21日よりアプリによるファストパスの発券を開始。1つのアプリに対し、最大5枚のパスポートを登録できる。また、入園当日は一度入園した後はパーク外からのファストパス取得も可能。
無料ファストパスの他に有料のディズニープレミアアクセス（迪士尼尊享卡）がある。

#### 上海ディズニーランド
- トロン・ライトサイクル・パワーラン
- バズ・ライトイヤー・プラネット・レスキュー
- 七人のこびとのマイントレイン
- プーさんの冒険
- ピーターパン空の旅
- ロアリング・ラピッド
- ソアリン・オーバー・ザ・ホライズン

## かつて存在したパーク

### ウォルト・ディズニー・ワールド・リゾート
ウォルト・ディズニー・ワールド・リゾートではこれまでのファストパスは廃止され、2013年秋より新システム「ファストパス・プラス（FastPass+）」が導入されている。ファストパスのように発券機にパスポートを挿入してチケットを発券するのではなく、事前に体験したいアトラクションと利用時間を予約する。予約したデータは「マジックバンド（MagicBand）」と呼ばれる、パークチケットやホテルのルームキーなどがセットになった腕輪の中に組み込まれており、利用時間になったらファストパス・プラス・エントランスにある専用のパネルにバンドをタッチする事で利用できる。1度に予約できるのは、1日につき1つのパークの中から3つまでとなっている。
ファストパスと異なり、利用時間が過ぎてしまった場合でも利用時間やアトラクションの種類を変更する事ができる。変更手続きは専用のアプリを利用するか、パーク内に設置されている「ファストパス・プラス・キオスク（FastPass+ Kiosk）」で行う事ができる。
2021年、ファストパス、ファストパス・プラスなどが廃止された，将来的には、「ライトニング・レーン」（Lightning Lane）に置き換えられ、「ライトニング・レーン」は今後の旅程計画サービスである「ディズニー・ジニー」（Disney Genie）に組み込まれる。

#### マジック・キングダム
- アリエルのグロット
- アラジンのマジック・カーペット
- アンダー・ザ・シー：ジャーニー・オブ・リトル・マーメイド
- エンチャンテッド・テール・ウィズ・ベル
- カリブの海賊
- 七人のこびとのマイントレイン
- ジャングルクルーズ
- スプラッシュ・マウンテン
- スペース・マウンテン
- 空飛ぶダンボ
- タウン・スクエア・シアター
- トゥモローランド・スピードウェイ
- バーンストーマー
- バズ・ライトイヤーのスペースレンジャースピン
- ビッグサンダー・マウンテン
- ピーターパン空の旅
- プーさんの冒険
- プリンセス・フェアリーテール・ホール
- ホーンテッドマンション
- マッド・ティーパーティー
- ミッキーのフィルハーマジック
- モンスターズ・インク・ラフフロアー

#### エプコット
- イルミネーションズ:リフレクション・オブ・アース
- エプコット・キャラクタースポット
- ジャーニー・イントゥ・イマジネーション・ウィズ・フィグメント
- シー・ウィズ・ニモ＆フレンズ
- スペースシップ・アース
- ソアリン・アラウンド・ザ・ワールド
- タートル・トーク・ウィズ・クラッシュ
- ディズニー＆ピクサー・ショートフィルム・フェスティバル
- テスト・トラック
- フローズン・エバー・アフター
- リビング・ウィズ・ザ・ランド
- ミッション・スペース

#### ディズニー・ハリウッド・スタジオ
- インディ・ジョーンズ・エピック・スタント・スペクタキュラー!
- 生まれてはじめて:フローズン・シング・アロング・セレブレーション
- スター・ツアーズ:ザ・アドベンチャーズ・コンティニュー
- ディズニー・ジュニア - ライブ・オン・ステージ
- トイ・ストーリー・マニア!
- トワイライトゾーン・タワー・オブ・テラー
- 美女と野獣 ライブ・オン・ステージ
- ファンタズミック!
- マペット・ビジョン3D
- ヴォヤッジ・オブ・リトルマーメイド
- ロックンローラー・コースター

#### ディズニー・アニマル・キングダム
- アドベンチャラーズ・アウトポスト
- イッツ・タフ・トゥ・ビー・ア・バグ
- エクスペディション・エベレスト
- カリ・リバー・ラピッド
- キリマンジャロ・サファリ
- ダイナソー
- アバター・フライト・ オブ・パッセージ
- ナヴィ・リバー・ ジャーニー
- リバーズ・オブ・ライト
- ファインディング・ニモ - ザ・ミュージカル
- フェスティバル・オブ・ライオン・キング
- プライミーバル・ウィール

### 東京ディズニーリゾート
東京ディズニーリゾートでは2000年7月24日に東京ディズニーランドのビッグサンダー・マウンテンで初めて導入され、サービス終了時には東京ディズニーランド、東京ディズニーシーの両パーク合わせて19のアトラクションで実施されていた。導入当時はパスポートを発券機に挿入して発券されるタイプのものだったが、2011年4月25日より販売開始されたプリントアウト方式の前売券「ディズニーeチケット」の2次元コードに対応する為、同年3月頃よりパスポートのバーコード部分をかざして発券されるタイプのものに順次変更された。
東京ディズニーランドで2000年9月1日にファストパス対応となったアトラクション「ミクロアドベンチャー!」は、アトラクションの人気度低下の為2009年4月15日をもってファストパスの導入が終了した。終了後も、発券機やタイムボード等は撤去されず、作動はしないが設置されたままとなっていた。同場所で再上映が決定した「キャプテンEO」の上映期間中は、「ミクロアドベンチャー!」で使用していた発券機及びタイムボードを改変し再び使われた。その後、キャプテンEOもクローズし、同時に発券機も撤去された。なお、跡地に2015年にオープンした「スティッチ・エンカウンター」は2016年1月31日までの期間限定でファストパスが導入され、「スター・ツアーズ:ザ・アドベンチャーズ・コンティニュー」で使用している発券所の一部を利用していた。2018年8月にはファストパスのデジタル化の検討をしていると発表された。
2019年7月10日に「ファストパス・リマインダー」というシステムが導入された。これはファストパス発券所で当日入園したパスポートの2次元コードを読み取るのは従来通りだが、読み取ったパスポートをファストパス・エントランスに設置された読み取り機に通して入場するという方式である。なお、発券した際に入場時間が印字された紙は出てくるが、これはファストパス・チケットではない。
また、同月7月17日からは東京ディズニーリゾート公式アプリからファストパスを取得できるようになった。ファストパス取得はパーク入園後から可能となり、紙チケットの場合は記載されている2次元コードをスキャンしてパスポートを認証させる。パスポートを選択後、ファストパス導入アトラクションを選択して取得する。利用時間になったらファストパスで使用する2次元コードがアプリに表示されるようになり、ファストパス・エントランスの読み取り機にその2次元コードをかざして入場する。また、一度取得したファストパスのキャンセルも可能となった。
新型コロナウイルス感染症で臨時休園後の2020年7月1日よりパークは再開となったが、ディズニー・ファストパスの実施は見合わせていた。
東京ディズニーリゾートを運営しているオリエンタルランドによると、将来的にはファストパスの有料化も検討していることを2021年4月に明らかにしていた。なお、同リゾートでは2022年5月19日から有料の時間指定サービス「ディズニー・プレミアアクセス」を導入したが、本サービスとは異なる物である。
オリエンタルランドは2023年7月26日から「東京ディズニーリゾート40周年記念プライオリティパス」を導入した。それと同時に、本サービスの提供が終了した。

#### 利用方法
(参照:)
- ファストパスの発券には、人数分のパスポートが必要となる（1枚のパスポートで複数枚の発券はできない）。
- ファストパスを使ってのアトラクション利用には、1人1枚ずつ必要である（例えば、4人でアトラクションを利用する場合は4枚のファストパスが必要となる）。
- ファストパスは時間の指定はできず、バケーションパッケージなどの例外を除き、特定の時間帯（主に1時間）にのみ使用可能。ファストパス発券所のタイムボードに現在発行している時間帯が表示されている。

#### バケーションパッケージのファストパス
東京ディズニーリゾートでは、ディズニーホテル、オフィシャルホテル、パートナーホテル宿泊者で「バケーションパッケージ」、並びに、ディズニーホテル宿泊者で「ディズニーワンダフルバケーション」利用者には、特典として特殊なファストパスが配付される。ただし時期によっていくつか種類が存在し、宿泊プランによって配布されるパスの種類が異なる場合がある。

##### 2016年3月まで
全て時間指定なしで、宿泊期間中いつでも利用できる。
ファストパスA
全アトラクションで利用可能。
ファストパスB
「トイ・ストーリー・マニア!」「スティッチ・エンカウンター」「マーメイドラグーンシアター」以外で利用可能。

##### 2016年4月〜9月
一部のファストパスで、宿泊予約時点で利用日が指定される。
ファストパスA
全アトラクションで利用可能で、宿泊中いつでも利用できる。
ファストパスB
「プーさんのハニーハント」「モンスターズ・インク“ライド&ゴーシーク!”」「バズ・ライトイヤーのアストロブラスター」の専用パス。宿泊予約時点で利用日を指定する必要がある（空きがあれば後日変更も可）。
ファストパスC
「プーさんのハニーハント」「モンスターズ・インク“ライド&ゴーシーク!”」「バズ・ライトイヤーのアストロブラスター」「トイ・ストーリー・マニア!」「ストームライダー」以外で利用可能。宿泊中いつでも利用できる。

##### 2016年10月1日〜2017年5月11日
全て時間指定なしで、宿泊期間中いつでも利用できる。
ファストパスA
全アトラクションで利用可能。
ファストパスD
「トイ・ストーリー・マニア!」以外で利用可能。

##### 2017年5月12日〜2019年7月22日
全て時間指定なしで、宿泊期間中いつでも利用できる。
ファストパスA
全アトラクションで利用可能。
ファストパスD
「トイ・ストーリー・マニア!」「ニモ&フレンズ・シーライダー」以外で利用可能。

##### 2019年7月23日〜2020年2月28日
全て時間指定なしで、宿泊期間中いつでも利用できる。
ファストパスA
全アトラクションで利用可能。
ファストパスD
「トイ・ストーリー・マニア!」「ソアリン：ファンタスティック・フライト」以外で利用可能。

##### 2020年7月（パーク再開後）〜
ファストパスのサービスが休止となっているため、アトラクション利用券やキャラクターグリーティング利用券が含まれるバケーションパッケージを販売。バケーションパッケージ予約時に利用施設および利用時間帯を選択しなければならない。

#### 東京ディズニーランド導入施設
- ビッグサンダー・マウンテン（2000年7月24日 - ）
- スペース・マウンテン（2000年8月1日 - ）
- プーさんのハニーハント（2000年9月1日 - ）
- ミクロアドベンチャー!（2000年9月1日 - 2009年4月15日）
- スプラッシュ・マウンテン（2001年7月20日 - ）
- バズ・ライトイヤーのアストロブラスター（2004年4月14日 - ）
- ホーンテッドマンション（2004年9月15日 - ）
- モンスターズ・インク“ライド&ゴーシーク!”（2009年4月15日 - ）
- キャプテンEO（2010年7月1日 - 2014年6月30日）
- スター・ツアーズ:ザ・アドベンチャーズ・コンティニュー（2013年5月7日 - ）
- スティッチ・エンカウンター（2015年7月17日 - 2016年1月31日）
- イッツ・ア・スモールワールド（2018年4月15日 - 2019年5月31日）
- ミッキーの家とミート・ミッキー（2019年11月18日）[15]

#### 東京ディズニーシー導入施設
- センター・オブ・ジ・アース（2001年9月4日 - ）
- インディ・ジョーンズ・アドベンチャー：クリスタルスカルの魔宮（2001年9月4日 - ）
- マーメイドラグーンシアター（2001年9月4日 - 2012年4月1日、2015年4月24日 - ）
- 海底2万マイル（2002年3月21日 - ）
- マジックランプシアター（2002年3月21日 - ）
- レイジングスピリッツ（2005年7月21日 - ）
- タワー・オブ・テラー（2006年9月4日 - ）
- トイ・ストーリー・マニア!（2012年7月9日 - ）
- ニモ&フレンズ・シーライダー（2017年5月12日 - ）
- ソアリン：ファンタスティック・フライト（2019年7月23日 - ）
- タートル・トーク（2020年2月6日 - ）

## サプライズ・ファストパス
サプライズ・ファストパス（Surprise Fastpass）とは、ファストパス導入アトラクションのファストパスチケットを発券した際に、極稀に同時に発券される別のアトラクションのファストパスである。「サプライズ・チケット」とも称される。
このサプライズ・ファストパスが発券される曜日・日・時間などは発表されず、そしてガイドブックにも記載されていないため、いつどのアトラクションで発券されるかはわからない。

### 取得方法
サプライズ・ファストパスの取得方法は
1. ディズニー・ファストパス導入アトラクションにて、そのアトラクションの「ディズニー・ファストパス」発券機に当日のパスポートを読み込ませる。
2. ディズニー・ファストパスを発券する。
3. ディズニー・ファストパスを受け取る。

そのファストパスを受け取った際に2枚綴りになっているファストパスがあったら、1枚目が「ディズニー・ファストパス」、2枚目が「サプライズ・ファストパス」である。
また、使用する際は通常のファストパスと切り離して使用する。

### サプライズ・ファストパス対象アトラクション
「サプライズ・ファストパスを発券したパーク内の全てのアトラクション」が基本的な対象であり、パークをまたいでの発券はされない（例：「スペース・マウンテン（東京ディズニーランド）」のファストパスを発券した時、東京ディズニーシーの「レイジングスピリッツ」のサプライズ・ファストパスが発券される、など）。
また、「いつどこで発券されるかわからない」という特徴のため、対象の有無（例外のアトラクション）などについては検証不可能。